# Русский дневник (петербургская газета)
«Ру́сский дневни́к» — русская ежедневная газета.
Газета «Русский дневник» издавалась в столице Российской империи городе Санкт-Петербурге с небольшой субсидией, представляя собой официозный печатный орган.
Первый номер газеты «Русский дневник» вышел в свет 1 января 1859 года.
Издателем и редактором этого периодического издания был известный русский писатель Павел Иванович Мельников.
В числе сотрудников газеты «Русский дневник» были С. Т. Аксаков, Е. П. Карнович, Д. Г. Мордовцев, М. П. Погодин.
Не получив разрешения от властей на политический отдел, газета не могла долго просуществовать в такое время, когда внимание публики преимущественно было обращено на политические события Западной Европы. Поэтому, 5 июля 1859 года это периодическое издание прекратило своё существование за невостребованностью у читателей.
Полвека спустя, в 1906 году, в городе Москве также станет выходить одноимённая газета.